# Guerra civil afgana (1996-2001)
La guerra civil afgana (1996-2001) inició con la conquista de Kabul por los talibanes y el establecimiento del Emirato Islámico de Afganistán el 27 de septiembre de 1996, y culminó con la invasión de Afganistán por Estados Unidos y el Reino Unido el 7 de octubre de 2001; un período que fue parte de las consecuencias directas de la guerra civil afgana de 1989-1992, y también parte de las consecuencias históricas de la intervención soviética de 1978.
El gobierno del Estado Islámico de Afganistán, fundado por los muyahidines, siguió siendo el gobierno de Afganistán reconocido por la mayor parte de la comunidad internacional luego de la caída del Estado socialista afgano; sin embargo, el autoproclamado Emirato Islámico de Afganistán de los talibanes recibió el reconocimiento de Arabia Saudita, Pakistán y los Emiratos Árabes Unidos.
El ministro de Defensa del Estado Islámico de Afganistán, Ahmad Shah Masud, creó el Frente Unido (Alianza del Norte) en oposición a los talibanes. El Frente Unido incluía a todas las etnias afganas: tayikos, uzbecos, hazaras, turcomanos, algunos pastunes y otros. Durante el conflicto, los talibanes recibieron apoyo militar de Pakistán y apoyo financiero de Arabia Saudita. Pakistán intervino militarmente en Afganistán, desplegando batallones y regimientos de su Cuerpo y Ejército de Fronteras contra el Frente Unido. Al Qaeda apoyó a los talibanes con miles de combatientes importados de Pakistán, países árabes y Asia Central.

## Participantes principales

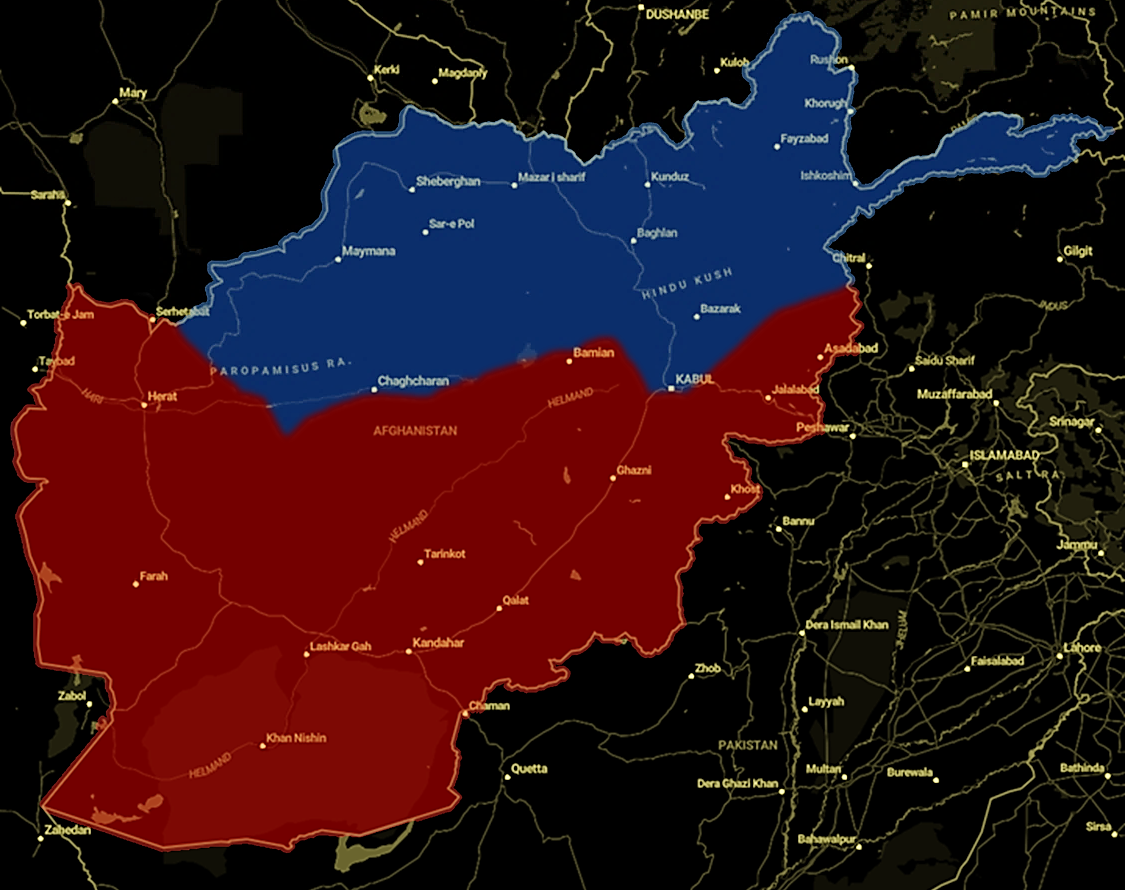
Mapa del control territorial de los talibanes (rojo) y la Alianza del Norte (azul)

Ahmad Shah Masud (para el Frente Unido y el Estado Islámico de Afganistán), Mullah Mohammad Omar (para los talibanes) y Osama Bin Laden junto con Ayman al-Zawahiri (para Al-Qaeda y diferentes intereses árabes) fueron los principales líderes de la guerra que reside en Afganistán. Había otros líderes, principalmente de Pakistán (como Pervez Musharraf y más tarde el general Mahmud) por un lado y del Frente Unido (es decir, Haji Abdul Qadeer, Abdul Rashid Dostum) por el otro lado, quienes, sin embargo, no siempre estuvieron presentes en Afganistán mismo. La calidad de vida de la población afgana dependía en gran medida del líder específico que controlaba directamente el área en la que vivían. Existían fuertes contrastes en cuanto a vida y estructuras en diferentes áreas.

### Frente Unido (Alianza del Norte)

#### Ahmad Shah Masud
A lo largo de gran parte de su historia operativa, el Frente Islámico Unido para la Salvación de Afganistán (Alianza del Norte) estuvo encabezado por Ahmad Shah Masud, un estudiante de ingeniería de la Universidad de Kabul convertido en líder militar que desempeñó un papel de liderazgo en la expulsión del ejército soviético de Afganistán, ganando le puso el sobrenombre de León de Panjshir. Sus seguidores también lo llaman Āmer Sāheb-e Shahīd (Nuestro Amado Comandante Mártir). El Wall Street Journal en ese momento dedicó una de sus portadas a Massoud llamándolo "el afgano que ganó la Guerra Fría". Tras la retirada de las tropas soviéticas de Afganistán y el posterior colapso del gobierno respaldado por los soviéticos de Mohammad Najibullah, Massoud fue designado ministro de Defensa en 1992 bajo el gobierno de Burhanuddin Rabbani. Tras el ascenso de los talibanes en 1996, Massoud volvió al papel de líder de la oposición armada, sirviendo como comandante militar del Frente Islámico Unido.
Massoud era una persona profundamente religiosa y espiritual, que se oponía firmemente a las interpretaciones del Islam seguidas por los talibanes o Al-Qaeda. Un musulmán sunita, también llevaba siempre consigo un libro del místico sufí al-Ghazali.
Los talibanes ofrecieron repetidamente a Massoud una posición de poder para hacer que detuviera su resistencia. Massoud se negó porque no luchó por el poder. Explicó en una entrevista:

Los talibanes dicen: "Ven y acepta el puesto de primer ministro y quédate con nosotros", y mantendrían el cargo más alto del país, la presidencia. ¡¿Pero a qué precio?! La diferencia entre nosotros se refiere principalmente a nuestra forma de pensar sobre los principios mismos de la sociedad y el estado. No podemos aceptar sus condiciones de compromiso, o de lo contrario tendríamos que renunciar a los principios de la democracia moderna. Estamos fundamentalmente en contra del sistema llamado "Emirato de Afganistán".

Massoud estaba convencido de que solo un sistema democrático podría garantizar una paz duradera en Afganistán. Quería convencer a los talibanes de que se unieran a un proceso político que condujera a elecciones democráticas en un futuro previsible.
El 9 de septiembre de 2001, dos días antes de los ataques del 11/S en Estados Unidos, Massoud fue asesinado en la provincia de Tahār en Afganistán por presuntos agentes de Al Qaeda. El funeral, aunque tuvo lugar en una zona bastante rural, contó con la presencia de cientos de miles de personas de luto. Al año siguiente, fue nombrado "Héroe Nacional" por orden del presidente afgano Hamid Karzai. La fecha de su muerte, el 9 de septiembre, se observa como fiesta nacional en Afganistán, conocida como "Día de Massoud". Al año siguiente de su asesinato, en 2002, Massoud fue nominado al Premio Nobel de la Paz (que, dicho sea de paso, nunca se otorga póstumamente).
Un refugiado, que metió a su familia de 27 en un viejo jeep para huir de los talibanes a la zona de Massoud, describió el territorio de Massoud como "el último rincón tolerante de Afganistán". Sobre su vida en la zona de Massoud afirmó: "Aquí siento libertad. Me gusta ... ya sabes, nadie me molesta. Hago mi trabajo. Cuido a mi familia. Como me gusta yo vivo en esta zona. Massoud no influyó en la vida de las personas que vivían en las zonas de Abdul Rashid Dostum que se habían unido al Frente Unido para luchar contra los talibanes.
En el área de Massoud, las mujeres y las niñas no tenían que usar el burka afgano. Se les permitió trabajar e ir a la escuela. En al menos dos casos conocidos, Massoud intervino personalmente contra casos de matrimonio forzado. Si bien Massoud tenía la convicción declarada de que los hombres y las mujeres son iguales y deben disfrutar de los mismos derechos, también tuvo que lidiar con las tradiciones afganas, que según dijo necesitarían una generación o más para superarlas. En su opinión, eso solo se puede lograr a través de la educación.
Massoud creó instituciones democráticas que se estructuraron en varios comités: político, sanitario, educativo y económico. Aun así, muchas personas acudían a él personalmente cuando tenían una disputa o problema y le pedían que resolviera sus problemas.
Cientos de miles de refugiados huyeron de los talibanes a las zonas de Massoud. En 2001, Massoud y el famoso fotógrafo y ex embajador de la ONU Reza Deghati describieron la amarga situación de los refugiados afganos y pidieron ayuda humanitaria.

#### Abdul Rashid Dostum
Tras el ascenso de los talibanes y su captura de Kabul, Abdul Rashid Dostum se alineó con la Alianza del Norte (Frente Unido) contra los talibanes. La Alianza del Norte fue formada a finales de 1996 por Dostum, Ahmad Shah Masud y Karim Khalili contra los talibanes. En este punto, se dice que tenía una fuerza de unos 50.000 hombres apoyados tanto por aviones como por tanques.
Al igual que otros líderes de la Alianza del Norte, Dostum también enfrentó luchas internas dentro de su grupo y luego se vio obligado a entregar su poder al general Abdul Malik Pahlawan. Malik entabló negociaciones secretas con los talibanes, quienes prometieron respetar su autoridad en gran parte del norte de Afganistán, a cambio de la captura de Ismail Khan, uno de sus enemigos. En consecuencia, el 25 de mayo de 1997, Malik arrestó a Khan, lo entregó y permitió que los talibanes ingresaran en Mazar-e-Sharif, lo que les permitió controlar la mayor parte del norte de Afganistán. Debido a esto, Dostum se vio obligado a huir a Turquía. Sin embargo, Malik pronto se dio cuenta de que los talibanes no eran sinceros con sus promesas cuando vio que desarmaban a sus hombres. Luego se reincorporó a la Alianza del Norte y se volvió contra sus antiguos aliados, expulsándolos de Mazar-e-Sharif. En octubre de 1997, Dostum regresó del exilio y retomó el cargo. Después de que Dostum recuperó brevemente el control de Mazar-e-Sharif, los talibanes regresaron en 1998 y nuevamente huyó a Turquía.

#### Haji Abdul Qadeer
Haji Abdul Qadeer (c. 1951 en Jalalabad, Afganistán - 6 de julio de 2002 en Kabul, Afganistán) (árabe: الحاج عبد القادر) fue un prominente líder pastún anti-talibán en el Frente Unido. Era hermano de Abdul Haq, un conocido líder de la resistencia contra la invasión soviética de Afganistán. La familia de Qadeer era tradicionalmente poderosa, con vínculos con el ex rey afgano Mohamed Zahir Shah. Haji Abdul Qadeer tenía una base de poder en el este de Afganistán y fue gobernador de su provincia natal de Nangarhar antes de que los talibanes tomaran el poder.
Qadeer se convirtió en vicepresidente de Afganistán en la administración post-talibán de Hamid Karzai. El 6 de julio de 2002, Qadeer y su yerno fueron asesinados por hombres armados. Otro de sus hijos, Haji Mohammed Zaher, fue asesinado a tiros en Kabul también en 2002.

### Emirato islámico de Afganistán

#### Talibanes
Mullah Mohammed Omar encabezó las fuerzas talibanes durante la guerra civil afgana. Mullah Omar se declaró a sí mismo Amir-ul-Momineen (Comandante de los Fieles). Rara vez fue fotografiado y rara vez habló directamente con los periodistas. Muchos [¿quién?] Vieron al Mullah Omar como una figura nominal entrenada y controlada por la Inter-Services Intelligence de Pakistán.
Los seguidores de los talibanes afirman que Mullah Omar nació en la provincia central de Uruzgan, en 1962. Otras fuentes sitúan su nacimiento en Kandahar, hacia 1959. También dicen que estudió en varias escuelas islámicas fuera de Afganistán, especialmente en Quetta, Pakistán. En la década de 1980 se unió a la resistencia contra la invasión soviética. Se cree que perdió la vista luchando contra los soviéticos como subcomandante en jefe del partido Harakat-i Islami de Mohammad Nabi Mohammadi. En 1994, el mulá Omar tomó el poder en Kandahar derrocando a las bandas y milicias locales en una primera aparición del movimiento talibán.
Mullah Omar tenía fuertes vínculos con otra figura popular de la política mundial: Osama bin Laden. Estaba casado con una de las hijas de bin Laden. Rechazó varias solicitudes de Estados Unidos para entregar a Osama bin Laden, quien fue asesinado en mayo de 2011 en una operación encubierta llevada a cabo por miembros del Grupo de Desarrollo de Guerra Especial Naval de Estados Unidos y operadores SAD / SOG de la Agencia Central de Inteligencia por orden del presidente de Estados Unidos, Barack Obama.
El análisis de Physicians for Human Rights (PHR) afirma: "Los talibanes son la primera facción que reclama el poder en Afganistán que ha atacado a las mujeres para llevar a cabo una represión extrema y las ha castigado brutalmente por sus infracciones. Según el conocimiento de PHR, ningún otro régimen en el mundo ha obligó metódica y violentamente a la mitad de su población a un arresto domiciliario virtual, prohibiéndoles bajo pena de castigo físico ... ".
Después de tomar el control de la ciudad capital de Kabul el 26 de septiembre de 1996, los talibanes emitieron edictos que prohibían a las mujeres trabajar fuera del hogar, asistir a la escuela o dejar sus hogares a menos que estuvieran acompañadas por un pariente masculino. En público, las mujeres tenían que cubrirse de la cabeza a los pies con una burka, una cobertura que llegaba hasta el cuerpo y que solo tenía una abertura de malla para ver a través de ella. A las mujeres no se les permitía usar calcetines o zapatos blancos (el color de la bandera de los talibanes), o zapatos que hicieran ruido al entrar. Además, las casas y los edificios debían tener sus ventanas pintadas para que no se pudiera ver a las mujeres adentro. A las mujeres se les prohibió prácticamente la vida pública, se les negó el acceso a la atención médica, la educación y el trabajo y no se les permitió reír de una manera que pudieran ser escuchadas por otras personas.
Los talibanes, sin ningún tribunal ni audiencia real, cortan las manos o los brazos de las personas cuando se les acusa de robo. Los escuadrones talibanes del infame "Ministerio para la Promoción de la Virtud y la Prevención del Vicio" observaban las calles mientras golpeaban brutalmente a la gente en público cuando veían lo que consideraban un comportamiento no islámico.

### Al Qaeda
Osama bin Laden era miembro de la prominente familia saudí bin Laden y líder fundador de Al Qaeda. Tras los atentados del 11 de septiembre de 2001 (en los que murieron 3000 personas en suelo estadounidense), Osama bin Laden y su organización han sido blancos importantes de la Guerra contra el Terrorismo de Estados Unidos. Osama bin Laden fue asesinado en Pakistán el 2 de mayo de 2011, poco después de la 1 a. m., hora local, por una unidad militar de las fuerzas especiales de Estados Unidos.
Ayman al-Zawahiri fue el segundo y último "emir" de la Yihad Islámica Egipcia. En 1998, al-Zawahiri fusionó formalmente la Yihad Islámica Egipcia en la organización de bin Laden. A menudo se le describe como un "lugarteniente" de Osama bin Laden, aunque el biógrafo elegido por bin Laden se ha referido a él como el "cerebro real" de al-Qaeda. Algunos analistas creen que Ayman al-Zawahiri se esconde en las áreas tribales administradas por el gobierno federal de Pakistán, mientras que otros observadores creen que podría estar escondido en las principales áreas urbanas de Pakistán o en otros lugares.
De 1996 a 2001, Osama Bin Laden y Ayman al-Zawahiri se convirtieron en un estado virtual dentro del estado talibán. Bin Laden envió combatientes árabes a unirse a la lucha contra el Frente Unido, especialmente su llamada Brigada 055. Los militantes árabes bajo Bin Laden fueron responsables de algunas de las peores masacres de la guerra, matando a cientos de civiles en áreas controladas por el Frente Unido. Un informe de las Naciones Unidas cita a testigos presenciales en muchas aldeas que describen a combatientes árabes que portaban cuchillos largos utilizados para degollar y desollar personas. Mientras tanto, los combatientes de la Brigada 055 de Bin Laden eran conocidos por cometer suicidios colectivos antes de correr el riesgo de ser tomados prisioneros por las propias fuerzas enemigas.